# 黃逸柔
黃逸柔（英語：Huang I-Jou，1990年3月18日—），臺灣女子射箭選手，於2014年亞洲運動會上奪得女子射箭複合弓團體銀牌。
2023年杭州亞運會：團體銀牌

## 外部連結
- 黃逸柔在World Archery（英语）